# Druia

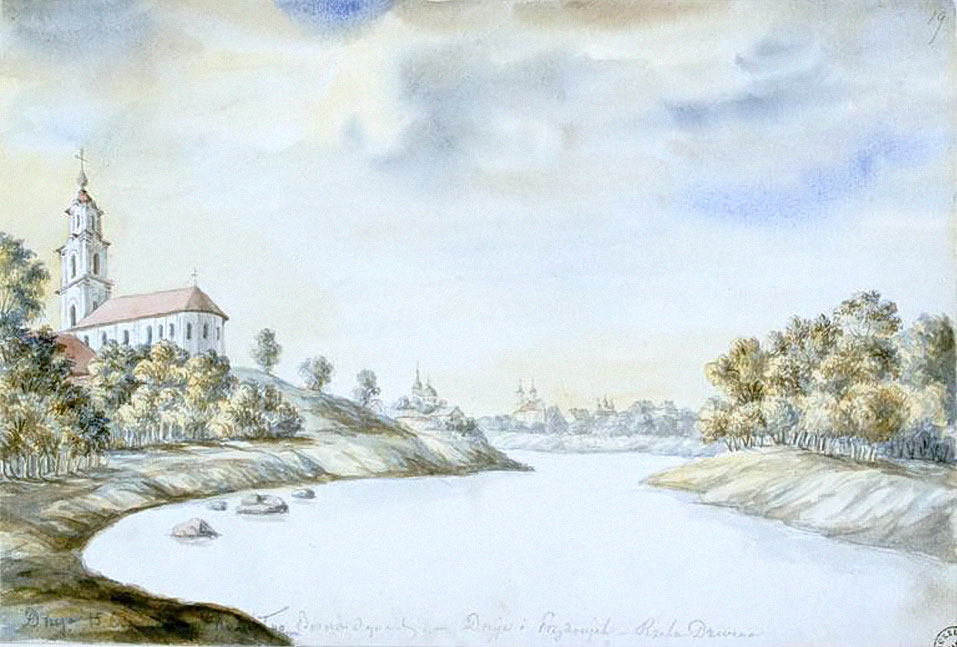
Vista de Druia, per Napoleon Orda.

Druia (Друя, en polonès: Druja) és una històrica petita població de la regió de Vítsiebsk, Belarús, a la riba del riu Daugava. Té uns 1.500 habitants (2006).
La Druia medieval era propietat de la família Massalski que va lluitar contra el Gran Ducat de Lituània i Moscòvia durant gran part dels segles xvi i xvii. Maciej Stryjkowski la menciona en la seva crònica. La propietat passà a la família Sapieha al segle xvii.
Els Evangelis il·lustrats de Druia daten de l'any 1580. Druia tenia una pròspera comunitat jueva (shtetl), pel ghetto de druja va ser anihilat en l'Holocaust.